# Cabasa
Cabasa je perkusní hudební nástroj. Nástroj je konstruován z řetězových smyček přimotaných na kovovém válci. Nástroj pochází z Afriky a původně byl z různých afrických plodů, na kterém byly korálky. Kovový nástroj poté vymyslel Martin Cohen, zakladatel společnosti Latin Percussion.